# 敦賀海陸運輸
敦賀海陸運輸株式会社（つるがかいりくうんゆ）は、福井県敦賀市に本社を置く物流事業者。敦賀港における港湾運送事業を核として貨物自動車運送事業、旅客自動車運送事業などを展開している。

## 概要
敦賀海陸運輸株式会社は、福井県敦賀市に本社を置き、港湾運送事業や貨物自動車運送事業、旅客自動車運送事業を展開している総合物流企業である。
敦賀港における港湾運送事業や通関業、倉庫業、トラック輸送といった貨物輸送のほか、敦賀市コミュニティバスの受託やタクシー、貸切バスといった旅客輸送を手掛けるなど地域交通の一役も担っている。

## 沿革
- 1943年（昭和18年）：日本通運敦賀支店、大和田回漕部、敦賀港運送、中村運送店、中村回漕店、福浦組の6社が統合し、敦賀港海陸運送株式会社として創業[1]。港湾運送業、陸上小運送業、区域貨物自動車運送業の営業を開始。
- 1944年（昭和19年）：営業種目に倉庫業を追加。
- 1948年（昭和23年）：敦賀貨物自動車を合併して自動車部を設置。
- 1949年（昭和24年）：敦賀海陸運輸株式会社に社名変更。
- 1951年（昭和26年）：営業種目に旅客自動車運送事業を追加。観光バス（一般貸切旅客自動車）の営業を開始[1]。
- 1952年（昭和27年）：タクシー（一般乗用旅客自動車）の営業を開始[1]。
- 1990年（平成2年）：敦賀港 - 釜山港間の定期コンテナ船航路開設。
- 1992年（平成4年）：営業種目に旅行業を追加。
- 2002年（平成14年）：敦賀港 - 苫小牧港間のRO-RO船定期航路開設。
- 2010年（平成22年）：敦賀港 - 釜山港間の国際RO-RO船定期航路開設。
- 2012年（平成24年）：敦賀港 - 韓国 - 中国間の定期コンテナ船航路開設。
- 2016年（平成28年）：大阪税関よりAEO認定通関業者に認定される。
- 2019年（令和元年）：敦賀港 - 博多港間のRO-RO船定期航路開設。

## 関連会社
- 敦賀自動車工業株式会社
- 株式会社日本ピーエス
- 株式会社ツルガケミカルサービス

## 受託運行路線

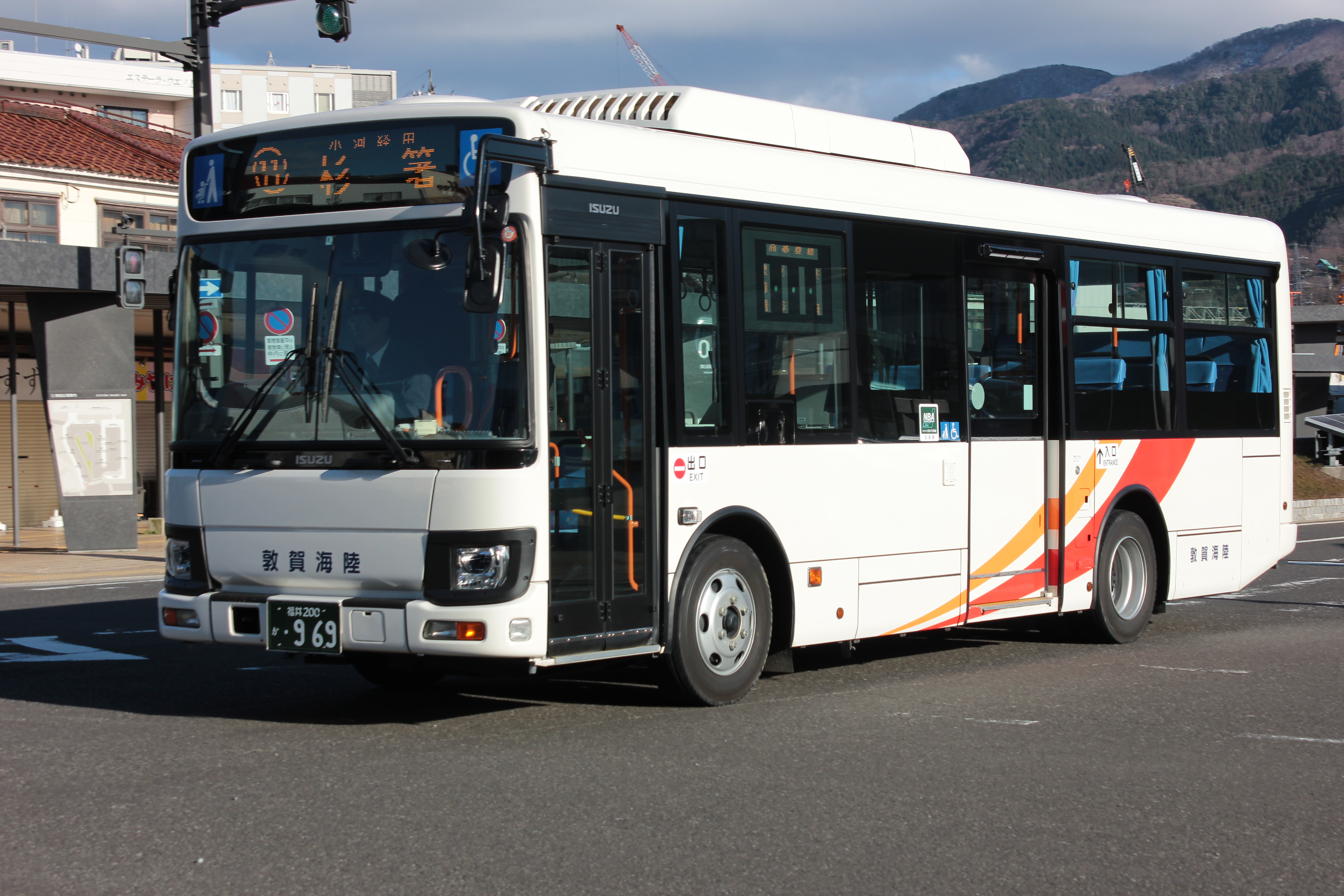
敦賀海陸運輸のいすゞ・エルガミオ

2002年から、敦賀市コミュニティバスの運行業務を2路線受託。2020年現在、5路線を受託している。
東郷線
系統番号は10番。2002年4月1日、西日本ジェイアールバスの廃止路線の代替として運行開始。当初の愛称「きらめききのめ号」は、沿線の木ノ芽川に由来する。現在はデマンドバスとして運行されている（予約制・定時運行対象外）。
- 運行ルート：敦賀駅 - 神楽町 - 中池見口（藤ヶ丘） - 東郷公民館 - 池河内口 - 新保中

愛発線
系統番号は11番。2002年4月1日、西日本ジェイアールバス（一部近江鉄道バス）の廃止路線の代替として運行開始。当初の愛称「きらめきあらち号」は、沿線にあった愛発関（北陸道の関所）に由来する。
- 運行ルート
  - 敦賀駅 - 岡山町 - 小河口 - 杉箸（定時便）
  - 敦賀駅 - 新疋田駅（追分） - 奥麻生 - 新道野（予約制、日曜・祝日・年末年始運休）

温泉線
系統番号は9番。2009年12月1日からの運行路線で、温泉とはバス停のひとつである「敦賀きらめき温泉リラ・ポート」を表す。
- 運行ルート：敦賀駅 - 舞崎町 - 泉ヶ丘 - リラ・ポート（施設は無期限休業中） - 敦賀駅

東浦線・山公文名線
系統番号は1番（東浦線）、8番（山公文名線）。2017年10月1日に運行主体の変更に伴い受託。
- 運行ルート
  - 東浦線：敦賀駅 - 白銀町 - 気比神宮前 - 赤崎 - 杉津 - 元比田（一部便は予約制）
  - 山公文名線：敦賀駅 - 白銀町 - 気比神宮前 - 市役所前 - 和久野病院前 - 公文名（公文名先回り）・粟野中学校前（粟野中学校前先回り） - 山